# HIP 29997
HIP 29997 (L Жирафа) — звезда в созвездии Жирафа. Находится на расстоянии 175 световых лет (54,5 парсек) от Земли.

## Характеристики
HIP 29997 — звезда 4,76 видимой звёздной величины и видна невооружённым глазом. HIP 29997 представляет собой звезду спектрального класса A0V с радиусом в 2,18 солнечных радиусов. Светимость звезды составляет 33 солнечных. Температура звезды составляет приблизительно 10800 кельвинов.